# Carlos Iannizzotto
Carlos Alberto Iannizzotto  (Mendoza, Argentina, 12 de febrero de 1955) es abogado, profesor y político argentino. Entre 1997 y 1999 ejerció la Jefatura de Gabinete del Ministerio de Ambiente y Obras Públicas de la provincia de Mendoza. Desde 2016 ejerce la presidencia de CONINAGRO.

## Biografía

### Comienzos
Nació en la provincia de Mendoza, Argentina, el 12 de febrero de 1955. Cursó sus estudios primarios y secundarios en el Colegio San José de los Hermanos Maristas de la Ciudad de Mendoza, finalizando los mismos en 1972. 
En 1977 se graduó en Abogacía en la Facultad de Ciencias Jurídicas y Sociales de la Universidad Nacional del Litoral. Obtuvo una maestría en Matrimonio, Familia y Sociedad en la Universidad de Navarra, España, en 2005. Actualmente, se desempeña como Mediador Familiar y Social por la Universidad de Aconcagua en Mendoza.

### Ministerio de Ambiente y Obras Públicas de Mendoza (1997-1999)
Entre 1997 y 1999 fue Jefe de Gabinete del Ministerio de Ambiente y Obras Públicas del Gobierno de Mendoza. Durante su gestión se desempeñó como coordinador del Plan Fiduciario de Obras Públicas de la Provincia de Mendoza, que incluyó el programa “Aprovechamiento Integral del Río Mendoza – Proyecto Potrerillos”.
Coordinó el Programa de Obras de Infraestructura Social Básica con Participación Vecinal y el Programa del Inspector Vecinal, Dirección de Medios y Vías de Transporte.

### Presidencia deCONINAGRO(2016-Actualidad)
Entre 2009 y 2012 fue consejero titular la institución. Además vicepresidente por dos períodos y desde el 17 de noviembre de 2016, presidente por tres períodos, cargo que mantiene hasta la actualidad.

### Lanzamiento político (2018-2021)
En 2018, fundó el Movimiento Político Encuentro por Mendoza que permitió, en 2021, su candidatura a Diputado Nacional por Mendoza